# Ex tunc
Ex tunc é uma expressão em latim que significa "desde então".
De modo geral, é usada para determinar que os efeitos de uma lei ou sentença serão aplicados de forma retroativa, ou seja, mesmo em casos anteriores à aprovação da lei ou à prolação da sentença, a despeito do princípio da irretroatividade. É o oposto de ex nunc.
Ex é uma preposição cujo sentido geral indica o lugar de onde, de dentro de. Enquanto isso, tunc é um advérbio cujo sentido próprio é "então", "naquele momento", de onde desenvolve-se o significado de "depois disso". Portanto, a expressão toda indica de onde vem os efeitos: depois (de vigorar a lei ou publicada a sentença).